# Xanthidium antilopaeum
Xanthidium antilopaeum là một loài Song tinh tảo trong họ Desmidiaceae, thuộc chi Xanthidium.

## Các phân loài
- Xanthidium antilopaeum var. polymazum
- Xanthidium antilopaeum var. planum
- Xanthidium antilopaeum var. minneapoliense
- Xanthidium antilopaeum var. lemneticum
- Xanthidium antilopaeum var. laeve
- Xanthidium antilopaeum var. hebridarum
- Xanthidium antilopaeum var. floridense
- Xanthidium antilopaeum var. depauperatum
- Xanthidium antilopaeum var. crameri
- Xanthidium antilopaeum var. antilopaeum